# Ciriacremum nigripes
Ciriacremum nigripes är en insektsart som beskrevs av Jennifer L. Hollis 1976. Ciriacremum nigripes ingår i släktet Ciriacremum och familjen rundbladloppor. Inga underarter finns listade i Catalogue of Life.